# Fleet
Fleet je malá vesnice a civilní farnost v jižním Dorsetu v Anglii. Nachází se přibližně 4 km západně od města Weymouth. Vesnice je tvořena malými osadami East Fleet, West Fleet, Fleet House a Fleet Common, z nichž všechny leží blízko břehu The Fleet, brakické laguny u pláže Chesil Beach. Název „Fleet“ je odvozen od slova fleot, staroanglického označení zátoky nebo ústí. Rada hrabství Dorset odhaduje, že v roce 2013 měla civilní farnosti Fleet 60 obyvatel.

Fleet roku 1824 zasáhla Velká bouře. Tato rekordní bouře o síle hurikánu způsobila, že vlny přešly přes pláž Chesil a ve vesnici zničily mnoho budov. Mezi zničenými stavbami byla i loď původního farního kostela. Očitý svědek popsal událost:
Třiadvacátého v šest hodin ráno jsem stál s dalšími chlapci u brány poblíž dobytčí stáje, když jsem uviděl, jak se údolím řítí přílivová vlna hnaná hurikánem, nesoucí s sebou celou kupu sena a trosky. Běželi jsme o život do Chickerellu, a když jsme se vrátili, zjistili jsme, že pět domů bylo smeteno a kostel je v troskách.
Poblíž dále od pobřeží byl postaven nový kostel Nejsvětější Trojice a ze starého stojí už jen kněžiště.
Ve vesnici se odehrává pašerácký román Moonfleet od J. Meade Falknera. Ve starém kostele je umístěn mosazný pomník Falknera spolu s obdobnými pomníky členům rodiny Mohunů, jejichž jméno bylo v románu také použito.